# 解放西街街道
解放西街街道，是中华人民共和国宁夏回族自治区銀川市兴庆区下辖的一个乡镇级行政单位。

## 行政区划
解放西街街道下辖以下地区：
文艺社区、湖滨社区、北苑社区、健康社区、光明社区、银湖社区、临湖社区、海宝社区、华新社区和水产社区。